# Centaurea gabrieljanae
Centaurea gabrieljanae — вид квіткових рослин айстрових (Asteraceae). Ареал: Вірменія, Азербайджан, Туреччина. 